# Kós (regionální jednotka)
Kós (řecky: Περιφερειακή ενότητα Κως) je jednou z 13 regionálních jednotek kraje Jižní Egeis v Řecku. Zahrnuje území obydlených ostrovů Kós, Nisyros a Gyali a menším okolních neobydlených ostrovů. Hlavním městem je Kós. Břehy omývá Egejské moře.

## Administrativní dělení
Regionální jednotka Kós se od 1. ledna 2011 člení na 2 obce, které odpovídají hlavním obydleným ostrovům:

Poloha ostrovů Kós (7) a Nisyros (11) v rámci Dodekan

| číslo na mapce | Obec    | řecky         | rozloha (km²) | počet obyvatel | hustota zalidnění | sídlo obce |
| -------------- | ------- | ------------- | ------------- | -------------- | ----------------- | ---------- |
| 7              | Kós     | Δήμος Κω      | 290,3         | 33 388         | 115,01            | Kós        |
| 11             | Nisyros | Δήμος Νισύρου | 50,1          | 1 008          | 20,12             | Mandraki   |